# Vebret
Vebret (okzitanisch gleichlautend) ist eine französische Gemeinde mit 514 Einwohnern (Stand: 1. Januar 2022) im Département Cantal in der Region Auvergne-Rhône-Alpes; sie gehört zum Arrondissement Mauriac und zum Kanton Ydes.

## Geographie
Vebret liegt in den nordwestlichen Ausläufern des Monts-du-Cantal-Massivs, etwa 45 Kilometer nördlich von Aurillac. Der Rhue begrenzt die Gemeinde im Norden. Umgeben wird Vebret von den Nachbargemeinden Bort-les-Orgues im Norden, Champs-sur-Tarentaine-Marchal im Nordosten, Antignac im Osten, La Monselie im Südosten, Le Monteil im Süden, Saignes im Südwesten sowie Ydes im Südwesten und Westen.

## Bevölkerungsentwicklung
| Jahr                       | 1962 | 1968 | 1975 | 1982 | 1990 | 1999 | 2008 | 2019 |
| Einwohner                  | 630  | 578  | 524  | 559  | 533  | 503  | 468  | 509  |
| Quellen: Cassini und INSEE |      |      |      |      |      |      |      |      |

## Sehenswürdigkeiten
- Kirche Saint-Maurice-et-Saint-Louis aus dem 12. Jahrhundert, Monument historique
- Schloss Couzan, seit 1994 Monument historique

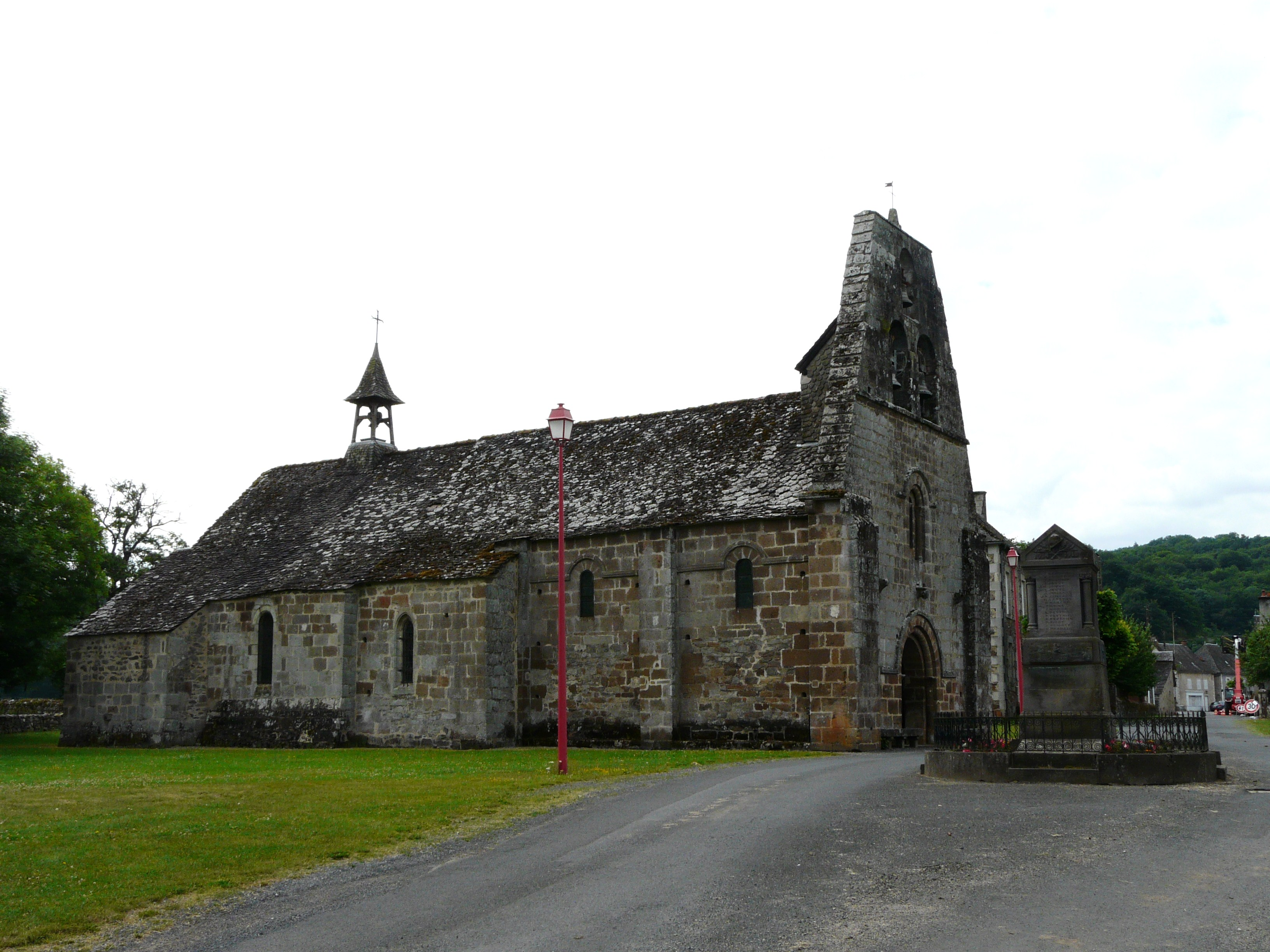
Kirche Saint-Maurice-et-Saint-Louis